# 943 Бегонія
943 Бегонія (943 Begonia) — астероїд головного поясу, відкритий 20 жовтня 1920 року.
Тіссеранів параметр щодо Юпітера — 3,148.